# Воронеж в годы Великой Отечественной войны

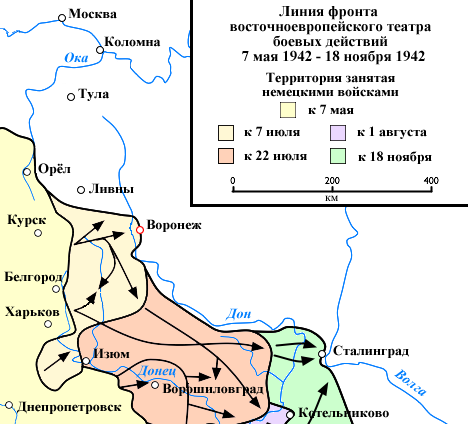
Фрагмент карты «Восточный фронт»: май 1942 — ноябрь 1942

Воро́неж в го́ды Вели́кой Оте́чественной войны́ — хронологический период в истории города Воронежа
с 22 июня 1941 года по 9 мая 1945 года.
С лета 1942 года по 25 января 1943 года (212 дней) почти вся западная правобережная часть города Воронежа была оккупирована немецкими войсками, то есть фактически всё это время линия фронта разделяла город на две части. Всё это время в городе на линии фронта шли жестокие непрекращающиеся бои. Ко времени освобождения город был почти полностью разрушен.

## Воронеж в предвоенные годы
1 сентября 1939 года вследствие нападения вооружённых сил Германии на Польшу резко обострилась международная обстановка.
В этот же день в Советском Союзе была введена всеобщая воинская обязанность. В полночь с 6 на 7 сентября 1939 года Военным советам семи округов Красной Армии поступила директива № 14650 с грифом «Секретно» от наркома обороны маршала К. Е. Ворошилова. В ней отдавался приказ незамедлительно

…поднять на большие учебные сборы по литеру «А», согласно директиве № 2/1/50698 от 20 мая 1939 г., все войсковые части и учреждения по мобилизационному плану № 22. … Одновременно должны быть подняты и запасные части. Подтверждается, что поднятие на большие сборы по литеру «А» производить только рассылкой персональных повесток, но отнюдь не опубликовать. Воспрещается и оповещение расклейкой приказов. …

Воронежская губерния в составе Орловского военного округа (1918 г.)

В 1939 году «большие учебные сборы (БУС)» означали скрытую массовую мобилизацию, а литера «А» — поступление в войска приказа о развёртывании отдельных боевых частей, имеющих срок готовности десять суток, с тылами по штатам военного времени. План № 22 предписывал проведение мобилизации в условиях строгой секретности.
Воронежская область в это время находилась в составе Орловского военного округа (ОрВО) под командованием Михаила Григорьевича Ефремова, который на момент объявления скрытой мобилизации находился в отпуске. Его замещал начальник штаба полковник Андрей Дмитриевич Корнеев.
В Воронеже первым, кто получил информацию о начале мобилизации, был областной военком комбриг Иван Алексеевич Староватых. В 6 часов 30 минут 7 сентября из штаба округа им был получен соответствующий приказ, согласно которому он отправил приказы в райвоенкоматы в 17 часов того же дня.

## 1941 год

### Лето
22 июня 1941 года, в первый день Великой Отечественной войны, согласно Указу Президиума Верховного Совета СССР от 22 июня 1941 года, Воронежская область, в числе 24 регионов Советского Союза, была объявлена на военном положении.
В соответствии с приказом № 1 начальника Воронежского гарнизона Селиванова от 23 июня, Воронеж и прилегающие районы объявлялись зоной опасности воздушного нападения. Был введён режим светомаскировки и установлены сигналы ПВО. Населению и организациям для защиты от авиабомб рекомендовалось рыть щели. Были открыты все бомбоубежища. В городе был объявлен комендантский час.
Будучи достаточно удалённым от западных границ Советского Союза, несмотря на приближающуюся линию фронта, Воронеж в течение первого военного лета оставался в глубоком стратегическом тылу.

С понедельника 23 июня 1941 года, на основании Указа Президиума ВС СССР от 22 июня 1941 года о мобилизации военнообязанных по четырнадцати военным округам, в Воронежской области начинается мобилизация. Призыву подлежали военнообязанные граждане с 1905 по 1918 годы рождения, всего 14 возрастов. Не дожидаясь повесток из военкоматов, охваченные патриотическим подъёмом, жители области создавали отряды народного ополчения. В первые недели войны в области в ряды ополчения вступило около 60 тыс. человек.
21 августа в Первомайском саду был сформирован Воронежский добровольческий коммунистический полк. Командиром полка был назначен полковник М. Е. Вайцеховский, участник гражданской войны, кавалер двух орденов Красного Знамени. Комиссаром полка стал ректор Воронежского государственного университета Н. П. Латышев, начальником штаба — капитан А. Т. Худяков, тоже участник гражданской войны, работавший в Воронеже перед войной начальником отдела боевой подготовки областного Осоавиахима. В сентябре 1941 года полк, влившись в состав 100-й стрелковой дивизии, отправился в действующую армию. По пути на фронт ей первой было присвоено звание 1-й гвардейской стрелковой дивизии. Впоследствии полк тоже стал гвардейским и закончил войну освобождением австрийской столицы Вены весной 1945 года.
Также была сформирована дивизия народного ополчения Воронежа в составе 11 полков (21 760 человек) и истребительный батальон (250 человек).

### Осень

Маршал С. К. Тимошенко и член Военного Совета фронта Н. С. Хрущёв на трибуне у Воронежского обкома ВКП(б) во время парада 7 ноября 1941 года

Осенью южный фланг наступающих на Москву немецких войск проходил вблизи границ Воронежской области. Ими были оккупированы соседние Курская и Орловская области. В октябре немцы заняли Орёл и Елец. Линия фронта в это время проходила в 100—120 км от Воронежа. Город приобрёл статус прифронтового. Начались первые налёты немецкой авиации. В середине октября было принято решение об эвакуации промышленных предприятий Воронежа на восток. В течение осени было эвакуировано по меньшей мере 117 крупных предприятий.
В октябре 1941 года в Воронеж переместились Главное командование Юго-Западного направления и Юго-Западного фронта во главе с заместителем наркома обороны СССР маршалом С. К. Тимошенко. Во исполнение постановления Государственного Комитета Обороны от 22 октября 1941 года было принято постановление бюро Воронежского обкома ВКП(б), на основании которого в Воронеже был создан городской комитет обороны во главе с первым секретарём обкома ВКП(б) В. Д. Никитиным. В состав комитета вошли секретарь Воронежского горкома ВКП(б) С. И. Яковлев, председатель облисполкома И. В. Васильев, начальник воронежского гарнизона И. Е. Глатоленков и начальник областного управления НКВД Н. А. Голубев.
7 ноября 1941 года, в честь 24-й годовщины Октябрьской революции, в Воронеже состоялся парад войск Юго-Западного фронта. Подобные парады прошли в тот день только в Москве с участием И. В. Сталина, и в Куйбышеве, куда были эвакуированы многие правительственные учреждения. На городской площади парад принимали командующий фронтом маршал С. К. Тимошенко и И. Х. Баграмян. Так же как и с Красной Площади в Москве, бойцы Юго-Западного фронта, промаршировав по площади 20-летия Октября (ныне пл. Ленина), уходили прямо на фронт.
В течение осени 1941 года в Воронежской области было сформировано 165 партизанских отрядов, которые объединяли 4883 бойца. В общей сложности воронежскими партизанами были проведены 47 боевых операций.

### Зима

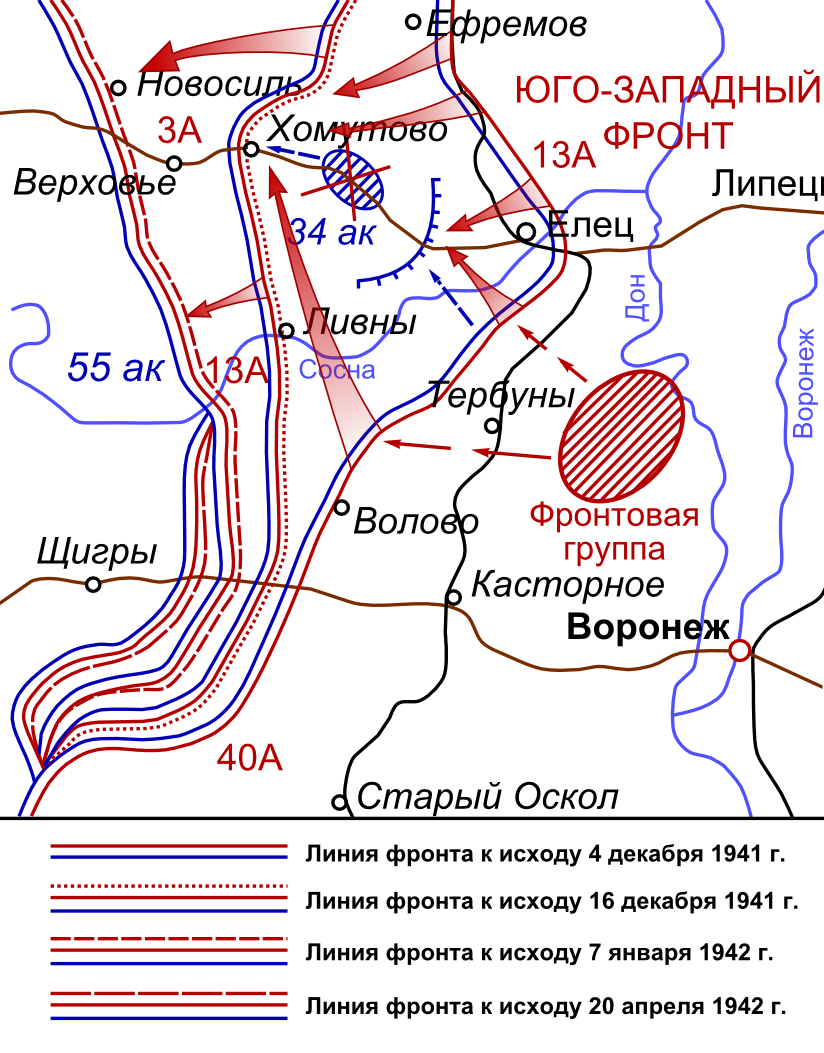
Боевые действия на юго-западном направлении в период с декабря 1941 по апрель 1942 года

В течение зимы 1941 г. и весны 1942 г. линия фронта на воронежском участке относительно стабилизировалась и проходила несколько западнее полотна Московско-Донбасской железной дороги, примерно в 100 км от города. В условиях непосредственной близости к фронту, под частый гул сирен, возвещавших начало воздушной тревоги, под гром зенитной артиллерии жил и работал Воронеж. Вражеской авиации не удалось парализовать жизнь города. Бесперебойно работали электростанции, водопровод, ходили трамваи. Значительная часть трудоспособного населения пошла работать на предприятия и в учреждения, непосредственно связанные с обслуживанием фронта, — в пошивочные, сапожные и прочие мастерские, в госпитали, в различного рода военные учреждения.

## Промышленность

### Воронежский авиационный завод
Во время Великой Отечественной войны Воронежский авиационный завод был эвакуирован в город Куйбышев, где выпускал фронтовой штурмовик Ил-2. За годы войны было произведено около 18 тысяч самолётов этого типа.
Авиаконструктор А. С. Москалев, работающий на заводе, вспоминал:

А немцы все ближе и ближе подходили к Воронежу. Стала привычной воздушная тревога и мы не очень спешили в убежища, которыми являлись вырытые тут же, на дворе завода, глубокие траншеи, и прыгали туда. когда вражеские бомбардировщики уже были над нами.
Заводу, выпускавшему штурмовики Ил-2, работать немцы не давали. На заводе всюду расставили гнезда с авиационными пулемётами на турелях, стреляли, но толку было немного. Несмотря на бомбежку, завод мужественно продолжал работу, выпуская Ил-2, хотя и в сниженном количестве…

В августе 1941 года завод был награждён орденом Ленина.

### Воронежский вагоноремонтный завод имени Э. Тельмана
В годы Великой Отечественной войны завод выпускал военную продукцию: специальные бронепоезда, детали реактивных минометов «Катюша», крупнокалиберные мины. На заводе также занимались ремонтом танков, участвовали в строительстве дорог к линии фронта.
На территории завода установлен памятник сотрудникам предприятия, участвовавшим в Великой Отечественной войне.

### Воронежский завод имени Коминтерна

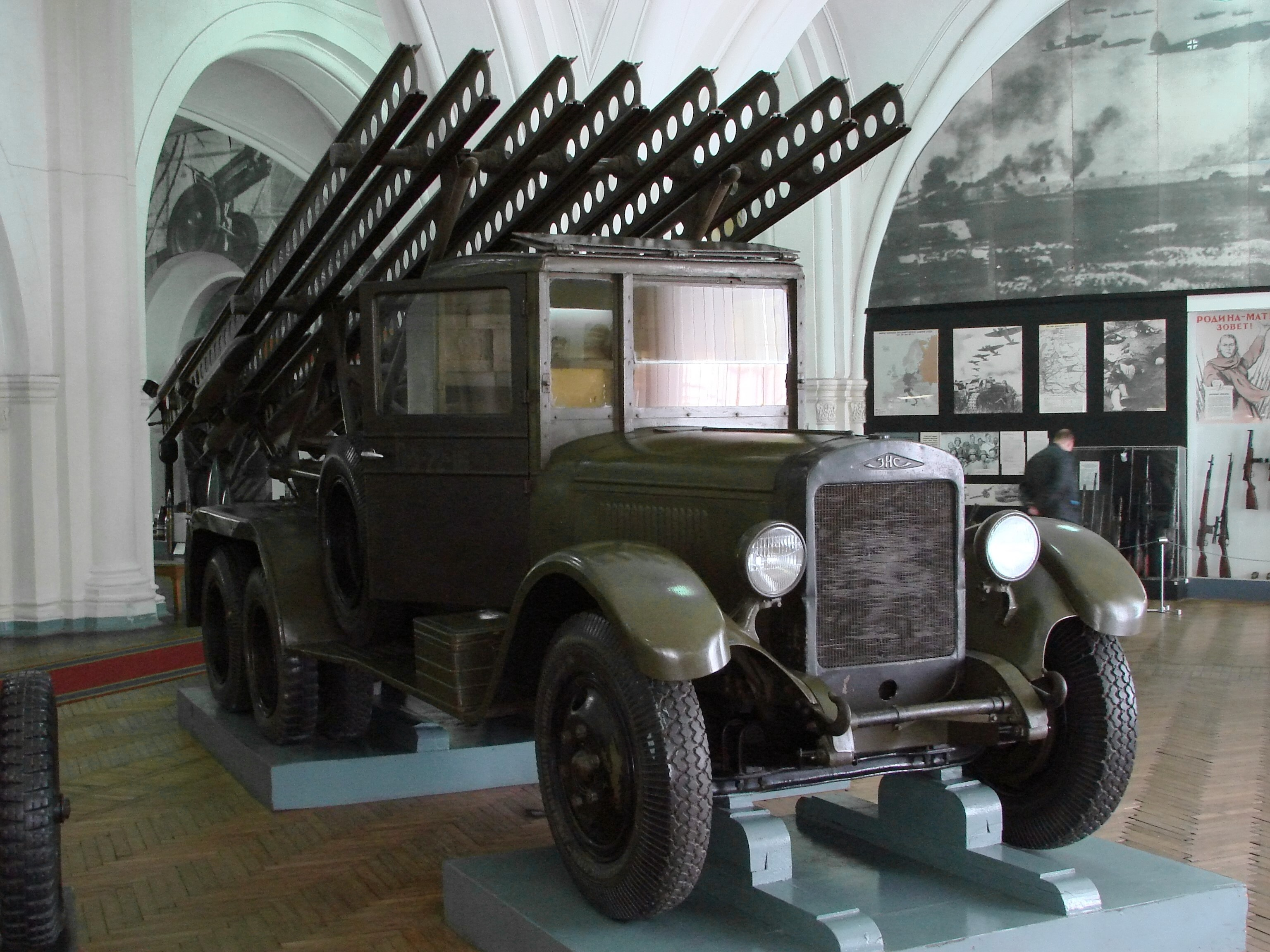
БМ-13-16 («Катюша») на базе ЗИС-6

Практически с первых же дней войны на Воронежском заводе имени Коминтерна было начато производство пусковых установок БМ-13 (более известные как «Катюши») на шасси ЗИС-6. На заводе были изготовлены две установки.
Согласно одной из версий, своё название легендарные «Катюши» получили благодаря клейму завода имени Коминтерна — букве «К».

### Электросигнал
Основная статья: Воронежский завод "Электросигнал"
С первых дней войны на заводе введено военное положение и начался выпуск военной продукции. К осени 1941 года Воронеж попал в зону действия бомбардировочной авиации, в период 13.10.1941 по 29.12.1941 рабочие с семьями и основное оборудование завода 10-ю эшелонами были переброшено в Новосибирск, где разместилось на базе новосибирского аптекоуправления (здание снесено осенью 2018 года). Завод получил номер 590. Первый эшелон прибыл в Новосибирск 27 октября 1941 года, эта дата считается днем возникновения новосибирского завода «Электросигнал», ставшего после войны независимым предприятием.

На территории завода установлен памятник сотрудникам предприятия, участвовавшим в Великой Отечественной войне.

## Прифронтовой Воронеж (1942)
В 1942 году трамвай оставался единственным средством транспорта в Воронеже, так как автотранспорт был мобилизирован на фронт. На нём перевозились грузы; с помощью него доставляли раненых от вокзала к госпиталям. Трамвайная система продолжала работать вплоть до захвата правобережной части города и депо немецкими войсками. Часть трамвайных вагонов вывозилась в места эвакуации заводов.
Весной 1942 года для защиты Воронежа от налётов немецкой авиации в город была переведена 3-я дивизия ПВО, три полка которого, в основном, комплектовались из девушек города и Воронежской области.

## Битва за Воронеж

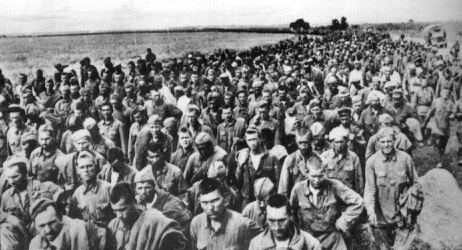
Пленные красноармейцы. Район Харькова, май 1942

В результате поражения под Харьковом в мае 1942 года (на илл.) советская оборона в полосе Южного и Юго-Западного фронтов была кардинально ослаблена. Пользуясь этим, Гитлер решил начать наступление на Кавказ и на Волгу. Эта операция получила название План «Блау»
28 июня немецкие войска нанесли удар по 13-й и 40-й армиям Брянского фронта. 30 июня в наступление в направлении Острогожска перешла 6-я армия вермахта, прорвав в районе Волчанска оборону 21-й и 28-й армий Юго-Западного фронта. После тяжёлых боев западнее Старого Оскола, отдельные части и подразделения 21-й и 40-й армий отступили на восток. Между Брянским и Юго-Западным фронтами образовалась брешь в 60 км. Таким образом, для вермахта открылся путь к Дону и Воронежу.
2 июля 1942 года под Воронеж была передислоцирована 159-я стрелковая дивизия, которая была сформирована почти полностью из уральцев.

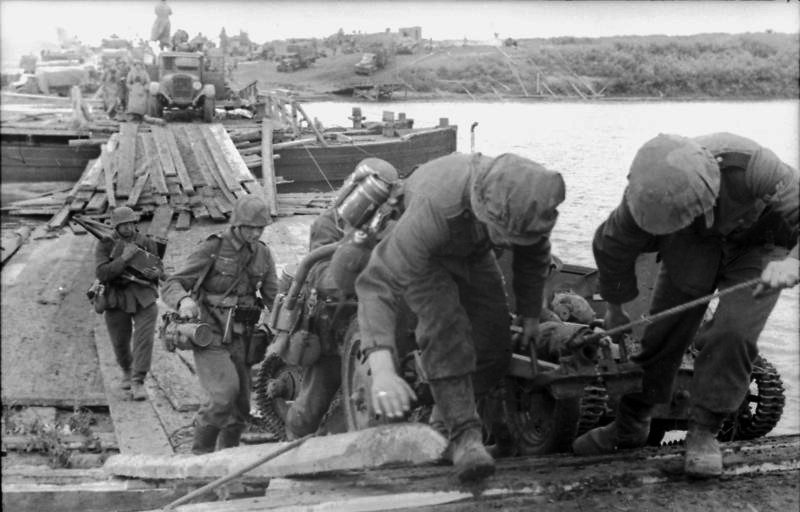
Немецкие солдаты форсируют Дон под Воронежем (конец июня 1942 г.).

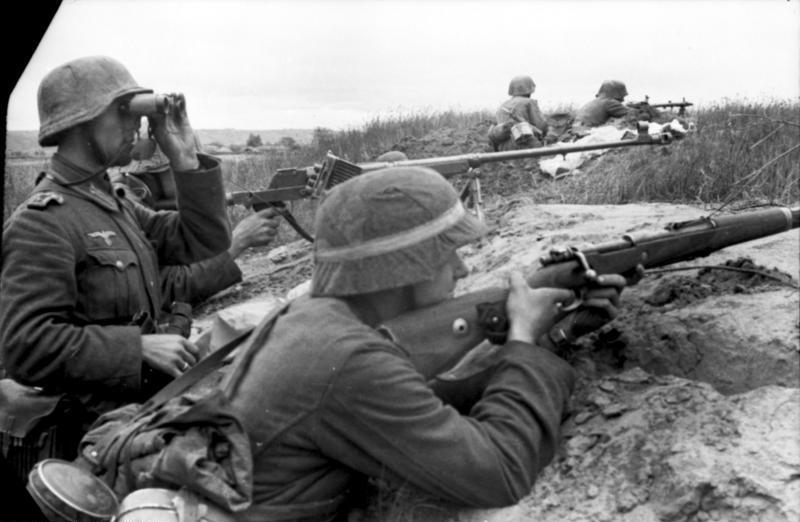
Солдаты вермахта на позиции под Воронежем (1942 г.)

Между тем, как следует из дневников начальника Генерального штаба Сухопутных войск генерал-полковника Франца Гальдера, в ходе наступления на Юге Гитлер не отводил решающего значения взятию Воронежа. 3 июля состоялось совещание в штабе группы армий «Юг», расположенном в Полтаве. 3 июля 1942 года он записал :

…
Северное крыло (ударной группы Вейхса — 24-й танковой дивизии и дивизии «Великая Германия»), видимо, продолжает растягиваться в восточном направлении, к Воронежу, и подвергается здесь сильному нажиму со стороны противника, атакующего еще дальше к востоку.
…
1. Брать Воронеж отнюдь не при любых обстоятельствах. Если выяснится, что противник наступает крупными силами, тогда достаточно выхода к Дону южнее Воронежа. (По имеющимся данным, промышленность Воронежа не демонтирована.)
2. В ходе дальнейших операций нужны быстрые короткие прорывы, чтобы постоянно нейтрализовывать противника по частям…

Запись в дневнике Гальдера от 5 июля:

Хотя на совещании 3.7 фюрер сам подчеркнул, что не придает Воронежу никакого значения и предоставляет группе армий право отказаться от овладения городом, если это может привести к чересчур большим потерям, фон Бок не только позволил Готу упрямо лезть на Воронеж, но и поддержал его в этом.

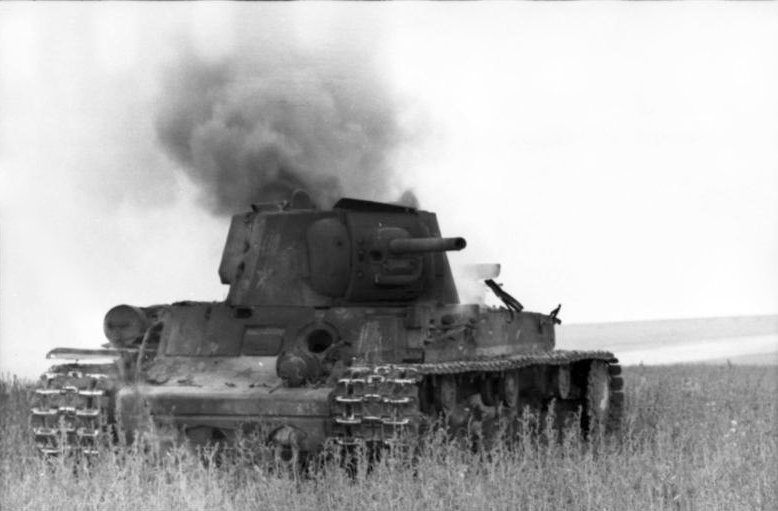
КВ-1, подбитый в боях под Воронежем.

В этот же день (5 июля 1942 года) он пишет, что группа армий «Юг» наступает успешно. Их войска вышли к Дону на широком фронте западнее и южнее Воронежа. Силы 24-й танковой дивизии и дивизии «Великая Германия» могут быть серьёзно истощены при наступлении на Воронеж, который хорошо подготовлен к обороне. Оборонительный рубеж Вейхса, прикрывающий войска с севера, был атакован противником частично при сильной поддержке танков. Танки противника были недостаточно организованы и взаимосвязаны. Атака была отражена. Силы противника стягиваются к северному участку и в район Воронежа.
6 июля генерал-полковник барон Максимилиан фон Вейхс в своём боевом отчёте написал:

… 6.07 удалось разбить противника между реками Дон и Олым. При этом только 9-я танковая дивизия уничтожила 61 танк противника. Поэтому останавливать наступление, не достигнув благоприятной местности для обороны не следует. … Если нам это не удастся, то противник окажется перед всем фронтом обладателем такой местности, которая обеспечит ему благоприятные условия для танковой атаки в направлении север-юг. Следует учесть, что русские используют свою возможность свободы действия для создания мощного удара по нашему северному флангу. …

10 июля Франц Гальдер делает в своём дневнике следующую запись:

Северный участок фронта Вейхса снова под ударами противника. Смена 9-й и 11-й танковых дивизий затруднена.

Согласно записи Гальдера в его дневнике от 11 сентября 1942 года Гитлер приказал: «Не уходить из Воронежа добровольно! Создание заградительной позиции одобрено.»

И. В. Сталин тогда с особым вниманием присматривался к району Воронежа. Возможно, он предполагал, что, прорвавшись сюда, немецкие войска форсируют Дон и начнут обходное движение в тыл Москвы. Стремясь упрочить положение на воронежском направлении, Ставка приказала выдвинуть на левый берег Дона три армии — 3, 6 и 5-ю резервные, которые были затем переименованы соответственно в 60, 6 и 63-ю армии. Они заняли оборону от Задонска до Клетской. Одновременно Брянскому фронту передавалась и только что сформированная 5-я танковая армия опытного и храброго генерала А. И. Лизюкова для контрудара по северному флангу противника, наступающего на Воронеж. Советское стратегическое руководство и Генеральный штаб полагали, что если начать контрудар без промедления, то эта армия совместно с 17-м танковым корпусом фронта сумеет изменить обстановку в нашу пользу. Кроме того, фронту передавался 18-й танковый корпус.
— Штеменко С.М. «Генеральный штаб в годы войны». Москва, Воениздат, 1974
И. В. Сталин приказал А. М. Василевскому вылететь 4 июля 1942 года на Брянский фронт и помочь быстро организовать отпор противнику под Воронежем.
7 июля противнику удалось захватить почти всю западную правобережную часть Воронежа, но восточную левобережную часть города ему не отдали, линия фронта установилась прочно на правом берегу реки Воронеж.

## Преступления
В Воронеж прибыл из Курска Особый карательный отряд зондеркоманда «4-А» под командованием фон Радецкого. Город был наводнён карателями, полицейскими, которые учиняли грабежи, разбои и жестокие казни.
Имеются подтверждённые факты того, что на оккупированной немецкими войсками территории Воронежа неоднократно совершались убийства мирных жителей (в том числе женщин и детей). В литературе сообщается о следующих фактах:
- На площади Ленина был повешен мальчик двенадцати лет[22].
- Во дворе рядом с домом № 45 по ул. Челюскинцев были расстреляны две еврейские семьи[22].
- Массовые расстрелы больных и раненых госпиталя для гражданского населения, оборудованном в здании школы № 29 (в настоящее время средняя школа № 12) по улице 20-летия Октября. О судьбе пациентов госпиталя свидетельствует акт специальной комиссии, созданной после освобождения Воронежа для расследования трагедии «Песчаного лога»:

27 августа 1942 года к зданию, где помещался госпиталь, подъехали две машины, крытые брезентом. Прибывший с ними немецкий офицер объявил, что госпиталь эвакуируется из Воронежа в села Орловку и Хохол, и предложил больным грузиться на машины. Когда машины были заполнены, немецкие солдаты опустили брезенты, чтобы люди не могли видеть, куда их везут, после чего машины двинулись в путь. Выехав за город, машины свернули вправо от дороги, что идет на Малышево, и, подъехав к неглубокому песчаному логу, остановились. Немецкие солдаты потребовали, чтобы раненые сошли на землю. Беспомощных, слабых людей палачи сталкивали в овраг, заставляли ложиться лицом к земле и в упор расстреливали. Тех, кто пытался сопротивляться, убивали ударами приклада по голове. Немецкие войска не щадили даже грудных детей, пристреливали их на руках матерей. Когда расстрел первой партии был закончен, машины вернулись в город, погрузили новую партию обречённых, которые были также привезены на это место и расстреляны. Такие рейсы продолжались несколько раз

## Разрушения
Официальная справка об ущербе, причинённом немецкими захватчиками Воронежу в период оккупации с 7 июля 1942 года по 25 января 1943 года, приводит следующие данные:
1. из 20 тысяч жилых домов уничтожено и взорвано 18 277 зданий с жилой площадью 1237 тысяч квадратных метров;
2. разрушено 64 километра трамвайного пути;
3. городской коммунальный фонд уничтожен на 92 %.

Трамвайное депо на ул. 9 января не было разрушено, так как использовалось немцами как гараж для танков. В то же время трамвайные вагоны были практически полностью уничтожены, медные контактные провода были сорваны вместе с чашечками, трамвайные рельсы немцы пустили на создание фортификационных сооружений.

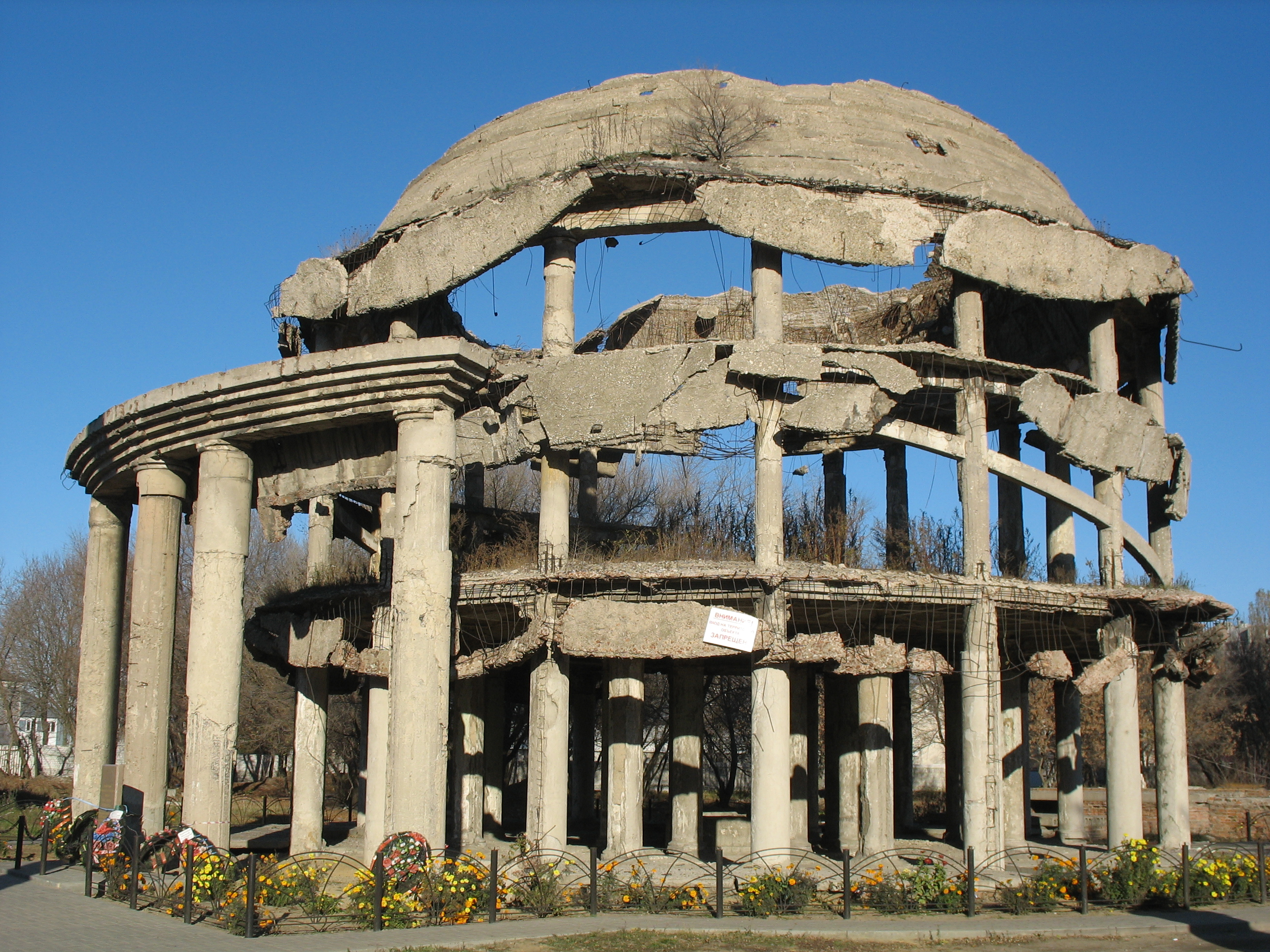
Разрушенная во время войны Областная детская больница (сохраняется как памятник)

1. Немцы разрушили и сожгли городскую публичную библиотеку, музей изобразительных искусств. 

2. Уходя из Воронежа, немцы взорвали Дворец пионеров и старое здание ВГУ. 

3. Разграблен и разрушен историко-краеведческий музей.  Помещения первого этажа были превращены в конюшни.

4. Немцы подвергли дикому разрушению и разгрому Дом-музей И. С. Никитина.

5. Немцы сломали и увезли памятники: В. И. Ленину на площади 20-летия Октября (ныне — пл. Ленина) и Петру I.

6. Лучшие в городе детские ясли были превращены немцами в офицерское здание.

Масштаб разрушений был таков, что сами оккупанты предсказывали Воронежу возрождение только через пятьдесят лет после войны.
Постановлением СНК СССР от 1 ноября 1945 года «О мероприятиях по восстановлению разрушенных немецкими захватчиками городов РСФСР» Воронеж был включён в число 15 крупнейших и старейших русских городов, наиболее пострадавших в годы войны и подлежащих первоначальному восстановлению.

## Освобождение
До 25 января 1943 года советские войска обороняли Воронеж, выполняя важную задачу — прикрывали Москву с юга и сковывали силы венгерских дивизий. В ходе наступательной операции «Малый Сатурн», а затем Острогожско-Россошанской и Воронежско-Касторненской наступательных операций силами Воронежского фронта были разгромлены 2-я немецкая, 8-я итальянская и 2-я венгерская армии. При этом потери немецких войск составили 320 тысяч солдат и офицеров. Под Воронежем были разгромлены 26 немецких дивизий, а количество пленных было больше, чем под Сталинградом. Ещё больше потеряла РККА, в сражениях на воронежской земле погибло около 400 000 советских воинов. Воронеж был освобожден.
25 января 1943 года Совинформбюро сообщало:

25 января войска Воронежского фронта, перейдя в наступления в районе Воронежа, опрокинули части немцев и полностью овладели городом Воронеж. Восточный берег р. Дон в районе западнее и юго-западнее города также очищен от немецко-фашистских войск.
Количество пленных, взятых под Воронежем, к исходу 24 января увеличилось на 11 000 солдат и офицеров. Таким образом, общее количество пленных, взятых в районе Воронежского фронта, дошло до 75 000 солдат и офицеров.

26 января 1943 года, на следующий день после освобождения Воронежа, в «Комсомольской правде» появились следующие строки: «Когда-нибудь об уличных боях в Воронеже будет написано много страниц. Этот город воевал на своих площадях и улицах в течение многих месяцев. Город дрался за каждый квартал, квартал — за каждый дом».

## Послевоенный Воронеж (1943—1955 годы)

А. М. Ермолаев. На родные места. 1943 год.

Один из советских бойцов, вошедших в освобождённый Воронеж, вспоминал: «Мы двигались по проспекту Революции. И не встретили ни одной живой души… Город был мёртв. Всюду горы развалин и чёрные остовы домов… Так мы прошли на запад по безжизненному городу».
26 января 1943 года в Воронеж начали возвращаться мирные жители.
К 1 марта в свои дома вернулись уже около 10 тыс. воронежцев.
В марте 1945 года состоялся пленум городского комитета ВКП(б), на котором были приведены данные о том, что в 1944 году было построено и восстановлено 263 342 м². площади различного назначения, в том числе производственной — 112 422 м². и жилой — 62 268 м². На начало 1945 года в строй вошло 166 магазинов и лавок, 164 столовые, 5 бань, 7682 дома, 156 км водопровода, 3 насосные станции, восстановлено 42 км трамвайного пути, 72 трамвайных вагона, 152 электросети, телефонная станция, телеграф, радиостанция, 5 радиоузлов. В городе работало 37 школ с 30 тысячами учащихся, 31 детский сад, который посещали 3228 детей. Были восстановлены два театра на 1590 мест, три клуба. Коллективы университета, сельскохозяйственного, медицинского, инженерно-строительного, педагогического и зооветеринарного институтов начали готовить кадры специалистов для народного хозяйства.

## Награды
- Указом Президиума Верховного совета СССР от 6 мая 1975 года город Воронеж был награждён Орденом Отечественной войны I степени:[29]

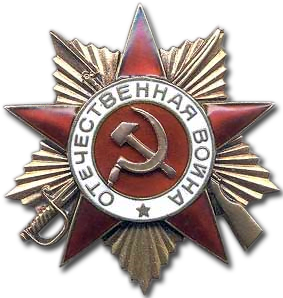

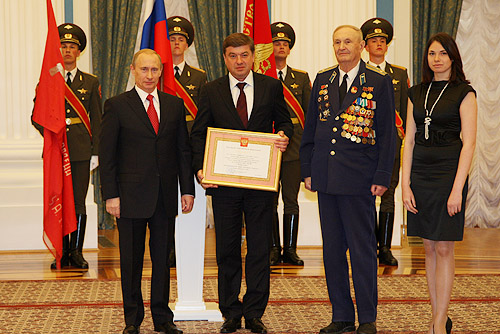
На церемонии вручения грамоты о присвоении Воронежу почётного звания «Город воинской славы». Грамоту принял мэр города С. М. Колиух. Москва. Кремль. 2008 год.

За мужество и героизм в годы Великой Отечественной войны и успехи в развитии народного хозяйства наградить город Воронеж орденом Отечественной войны I степени

Указ был подписан Председателем Президиума Верховного совета СССР Н. В. Подгорным и Секретарём Президиума Верховного совета СССР М. П. Георгадзе.
- 16 февраля 2008 года за героизм, проявленный защитниками города во время оккупации немецкими войсками, не давший им полностью захватить один из основных центров страны, городу присвоено почётное звание Российской Федерации «Город воинской славы»:[30]

За мужество, стойкость и массовый героизм, проявленные защитниками города в борьбе за свободу и независимость Отечества, присвоить г. Воронежу почётное звание Российской Федерации «Город воинской славы».

## Память
- Мемориальный комплекс «Линия ратной славы» (Воронеж)[31]
- Мемориальный комплекс Шиловский плацдарм
- Мемориальный комплекс Памятник Славы
- Ротонда (памятник, Воронеж)
- Мемориальный комплекс Чижовский плацдарм

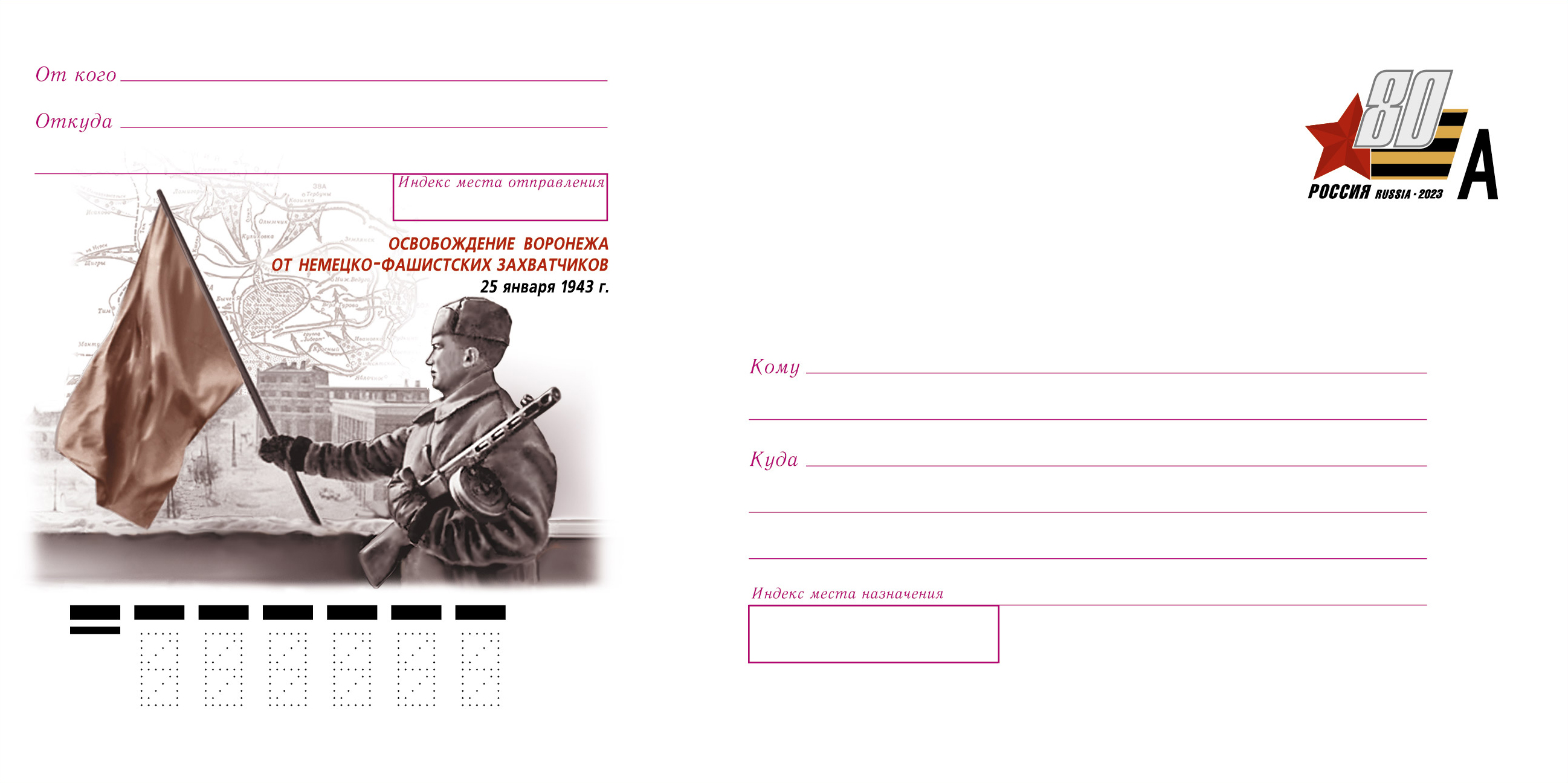
Конверт с оригинальной маркой 2023 год. Серия «К 80-летию Победы в Великой Отечественной войне 1941–1945 гг.». Освобождение Воронежа от немецко-фашистских захватчиков

## Отражение в искусстве
- А. И. Безыменский в 1942 году написал следующие строки, посвящённые жителям и защитникам Воронежа:[32]

 Боец, товарищ!…

 <…>

 Оружью верный своему

 Ты наше знамя не уронишь!

 ГРОЗНА ОПАСНОСТЬ, ПОТОМУ —

 ТЫ ДОЛЖЕН ОТСТОЯТЬ ВОРОНЕЖ!
- По воспоминаниям командира орудия И. Шитляка во время боёв за Воронеж на мотив «Каховки» пели песню Якова Шведова «Чижовка»,[17] в которой были следующие слова:

 …Штыком и гранатой, бойцовской сноровкой

 Мы взяли немало преград.

 Мы знали: сражаясь за нашу Чижовку,

 Дерёмся за свой Сталинград! 

### Документы
1. Воронеж в документах и материалах/ Под ред. Кулиновой В. В., Загоровского В. П. — Воронеж, 1987.
2. Указ Президента Российской Федерации от 16.02.2008 № 206 «О присвоении г. Воронежу почётного звания Российской Федерации „Город воинской славы“». Официальный сайт Президента Российской федерации. Дата обращения: 30 мая 2009. Архивировано из оригинала 29 июня 2012 года.

### Мемуары
- Жуков Г. К. [militera.lib.ru/memo/russian/zhukov1/index.html Воспоминания и размышления]. — М.: Олма-Пресс, 2002. — Т. I, II.
- Гальдер Ф. [militera.lib.ru/db/halder/index.html Военный дневник. Ежедневные записи начальника Генерального штаба Сухопутных войск 1939-1942 гг]. — М.: Воениздат, 1968—1971. — Т. III От начала восточной кампании до наступления на Сталинград (22.06.1941 — 24.09.1942). Оригинал: Halder F. Kriegstagebuch. Tägliche Aufzeichnungen des Chefs des Generalstabes des Heeres 1939—1942. — Stuttgart: W. Kohlhammer Verlag, 1962—1964

### Статьи
1. Первый бой — он самый страшный. Сегодня — 68 лет со дня освобождения Воронежа от немецко-фашистских захватчиков//Коммуна, 25.01.2011
2. Дьяков, Дмитрий. Прыжок в бездну. Как Воронеж вступил во Вторую мировую войну // «Воронежский курьер» : Газета. — Воронеж: ГУ «Газета „Воронежский курьер“», 2010. — № 16 января. — С. 4.

## Карты
- Карта. Острогожско-Россошанская операция. (101 КБ)
- Карта. Воронежско-Касторненская операция. (162КБ)  (недоступная ссылка)
- Карта. Ворошиловградская операция. (71 КБ)  (недоступная ссылка)
- Немецкая военная карта Воронежа с ближайшими окрестностями. Отмечены как немецкие, так и советские позиции.